# (6175) Cori
(6175) Cori (1983 XW) – planetoida z grupy pasa głównego asteroid okrążająca Słońce w ciągu 5,71 lat w średniej odległości 3,19 j.a. Odkryta 4 grudnia 1983 roku.